# 塚田晃平
塚田 晃平（つかだ こうへい、1989年8月24日 - ）は、東京都目黒区出身の元プロ野球選手（投手）。右投右打。NPBでは育成選手であった。

## 経歴
目黒区立第二中学校時代は、目黒ピータースに所属。
早稲田実業高時代は、2年時春の第78回選抜高等学校野球大会と、夏の第88回全国高等学校野球選手権大会に1学年先輩の斎藤佑樹の控え投手として甲子園に出場。春は関西高戦の引き分け再試合で先発を任され2回を無安打無失点に抑えた。夏は初戦の鶴崎工業高戦で大量得点差のついた9回裏にリリーフ登板するも制球が定まらず2者連続で四球を与え降板した。
3年時の夏は、初登板となった西東京予選3回戦の堀越高戦で初回にライト場外への満塁本塁打を被弾し降板、チームも6-9で敗退した。
高校卒業後は、東京六大学野球連盟に加盟する早稲田大学に進学。3年間は、層の厚い投手陣の中で登板機会が無かった。4年時の春、開幕カードの東京大学戦で延長10回から5番手としてリーグ戦初登板を果たした。
2011年10月27日、プロ野球ドラフト会議で広島東洋カープから育成3位指名を受けた。
2013年は四国アイランドリーグplusの高知ファイティングドッグスに派遣されたが、2013年にリーグに所属していた全選手（途中退団を含む）の中でワースト2位となる防御率7.56を記録。チームも通年を通して最下位に沈むなど、不本意な成績でシーズンを終えた。10月1日には球団から戦力外通告を受けた。10月31日、自由契約公示された。
2014年は、アメリカ独立リーグ・アメリカン・アソシエーションのスーシティ・エクスプローラーズでプレー。
2015年には、2月14日にロッテ浦和球場でベースボール・チャレンジ・リーグの合同トライアウトを受験。同日のドラフト会議で新潟アルビレックス・ベースボール・クラブから1巡目で指名された。入団後は、リーグ戦21試合に登板。2勝3敗3セーブ、防御率4.70という成績を残した。なお、11月10日には、シートバッティング形式の12球団合同トライアウト（草薙球場）に参加。最初の打者・鵜久森淳志から2人続けて空振り三振を奪うなど、対戦した打者3人全員から奪三振を記録した。しかし、獲得に乗り出す球団はなかったことから、12月4日に現役を引退することが発表された。

引退後はトライアウトで声をかけられた元プロ野球選手の新里賢が勤務するソニー生命保険に入社した。

## プレースタイル・人物
192cmの長身から放つ最速147km/hのストレートとフォークを武器とする。
憧れの選手は、津田恒実。プロ入り後は進撃の巨人と呼ばれている。

## 詳細情報

### 年度別投手成績
- 一軍公式戦出場なし

### 独立リーグでの投手成績
日本
| 年 度    | 球 団    | 防 御 率 | 登 板 | 勝 利 | 敗 戦 | セ 丨 ブ | 完 投 | 完 封 | 無 四 球 | 投 球 回 | 打 者 | 被 安 打 | 被 本 塁 打 | 奪 三 振 | 与 四 球 | 与 死 球 | 失 点 | 自 責 点 | 暴 投 | ボ 丨 ク |
| -------- | -------- | -------- | ----- | ----- | ----- | -------- | ----- | ----- | -------- | -------- | ----- | -------- | ----------- | -------- | -------- | -------- | ----- | -------- | ----- | -------- |
| 2013     | 高知     | 7.56     | 18    | 0     | 0     | 0        | 0     | 0     | 0        | 25.0     | 124   | 36       | 1           | 14       | 17       | 3        | 23    | 21       | 2     | 0        |
| 2015     | 新潟     | 4.70     | 21    | 2     | 3     | 3        | 0     | 0     | 0        | 30.2     | 140   | 37       | 4           | 19       | 12       | 0        | 22    | 16       | 3     | 2        |
| IL：1年  | IL：1年  | 7.56     | 18    | 0     | 0     | 0        | 0     | 0     | 0        | 25.0     | 124   | 36       | 1           | 14       | 17       | 3        | 23    | 21       | 2     | 0        |
| BCL：1年 | BCL：1年 | 4.70     | 21    | 2     | 3     | 3        | 0     | 0     | 0        | 30.2     | 140   | 37       | 4           | 19       | 12       | 0        | 22    | 16       | 3     | 2        |

### 背番号
日本
- 129 （2012年 - 2013年）
- 11 （2013年） ※高知ファイティングドッグスでの背番号
- 66 （2015年）